# Quinto Cecílio Metelo Crético
Quinto Cecílio Metelo Caprário Crético (c. 135 a.C. – 55 a.C.?; em latim: Quintus Caecilius Metellus Caprarius Creticus) foi um político da gente Cecília Metela da República Romana eleito cônsul em 69 a.C. com Quinto Hortênsio Hórtalo. Foi pretor em 74 a.C. e pontífice de 73 a.C. até à sua morte.

## Família
Os membros da gente Cecília Metela eram muito conservadores e a sua influência atingiu o seu apogeu a partir do século II a.C. O nome Metelo possivelmente significa "mercenário". Segundo um dito atribuído a Névio, «os Metelos estão destinados a tornarem-se cônsules em Roma», o que parece ter-se concretizado: um irmão de Crético, o pai, avô, três tios, um bisavô e um trisavô foram cônsules.

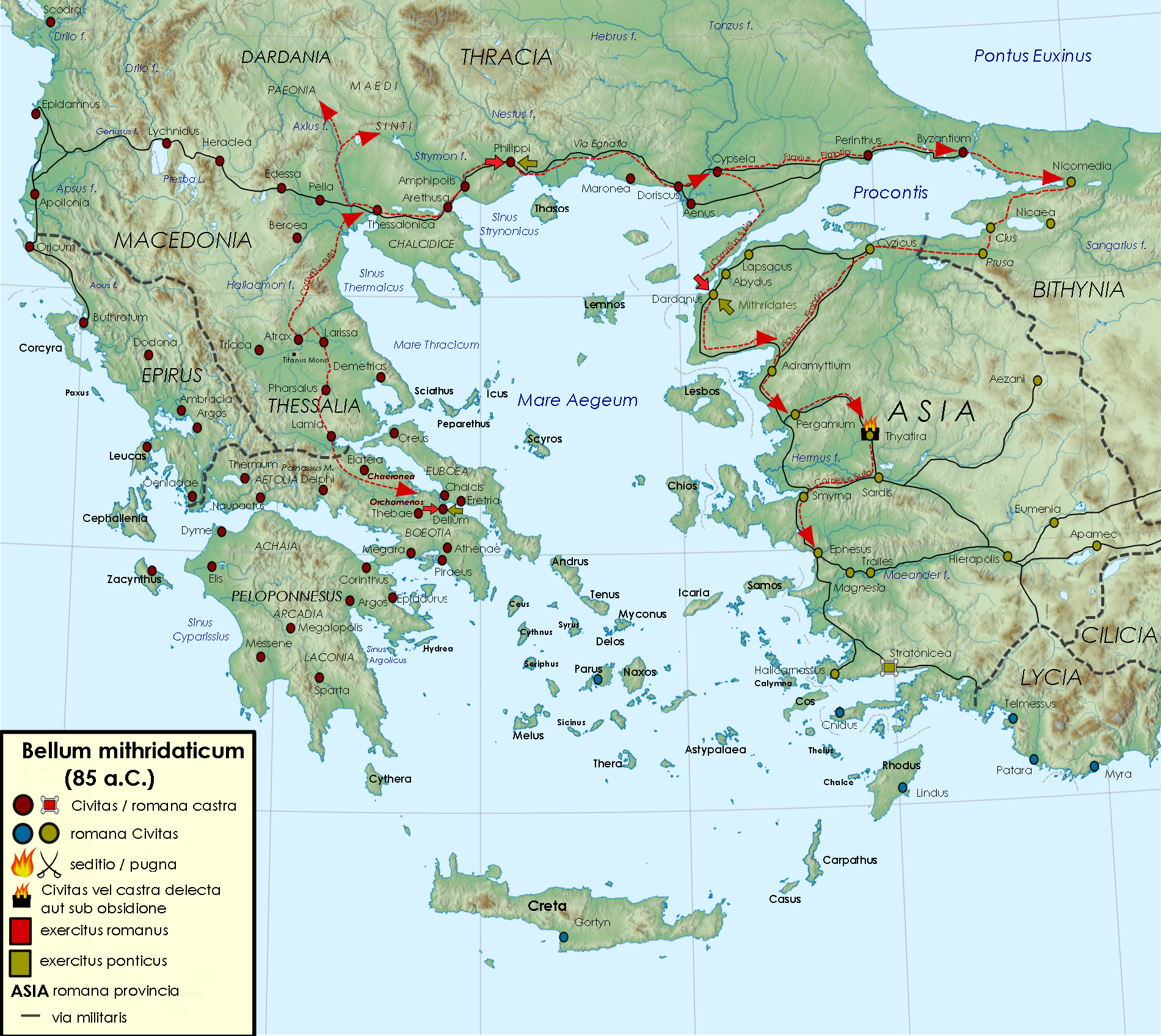
Mapa da região do Mar Egeu alguns anos antes da campanha de Metelo Crético em Creta, mostrando a ilha ao sul. À direita está a província romana da Ásia, ao norte da qual ficava o Reino do Ponto, de Mitrídates VI. À esquerda, a Grécia romana.

O avô de Crético foi Quinto Cecílio Metelo Macedónico, pretor em 148 a.C., e recebeu o comando da Macedónia. Ali derrotou Andrisco, o último rei da Macedónia, ato pelo qual recebeu um triunfo e o cognome Macedónico (em latim: Macedonicus). Foi censor em 131 a.C. e cônsul em 143 a.C.. Como aristocrata conservador que era, Macedónico opôs-se a Tibério Graco e Caio Graco. Todo os seus quatro filhos foram cônsules.
O pai de Crético foi Caio Cecílio Metelo Caprário, o filho mais novo de Macedónico. Em 133 a.C. serviu sob as ordens de Cipião, o Africano em Numância, na Hispânia. Caprário foi pretor em 117 a.C., cônsul em 113 a.C. e combateu como procônsul na Trácia em 112 a.C.. Obteve um triunfo pela sua vitória na Trácia em 111 a.C. e foi censor em 102 a.C..
Crético tinha dois irmãos e uma irmã. Um era Lúcio Cecílio Metelo, que foi pretor em 71 a.C. e governador da Sicília em 70 a.C.. Morreu em 68 a.C., quando era cônsul. O outro irmão era Marco Cecílio Metelo, que foi pretor e presidente do tribunal de extorsão em 69 a.C.. A irmã de Crético, Cecília Metela Crética, foi esposa de Caio Verres, governador da Sicília entre 73 e 71 a.C..
Teve um filho, o tribuno da plebe Quinto Cecílio Metelo Crético. A filha de Crético, também chamada Cecília Metela, casou com Marco Licínio Crasso, filho do célebre Marco Crasso, um dos triúnviros do primeiro triunvirato. O Mausoléu de Cecília Metela ainda se ergue na Via Ápia.[carece de fontes?]

## Carreira

### Guerra contra Creta
Segundo Constantino VII Porfirogénito, Creta apoiou Mitrídates VI, rei do Ponto, fornecendo-lhe mercenários no século I a.C. Mitrídates estava em guerra com os romanos a altura e Roma estava a ter grandes dificuldades nesse conflito. Os cretenses também apoiavam e eram aliados dos piratas do Mediterrâneo. A pirataria era um gravíssimo problema no Mediterrâneo dessa época, pois colocavam em risco a navegação, com raptos, apresamento de navios, roubo de cereais destinados a Roma e ataques aos portos. Marco António Crético, pai do célebre Marco António, enviou legados a Creta para tentar convencer os cretenses a suspenderem o seu envolvimento com Mitrídates e com os piratas, mas os cretenses mandaram os enviados embora, o que provocou uma guerra. Em troca de um tratado de paz, os romanos pediram a rendição de Lastenes, o comandante cretense, juntamente com a entrega de todos os romanos que eram prisioneiros dos cretenses, todos os seus navios piratas, 300 reféns e 400 talentos de prata, o que foi recusado pelos cretenses.
Durante o seu consulado, foi concedido a Quinto Cecílio Metelo o comando proconsular contra Creta infestada de piratas, um cargo que o seu co-cônsul, Quinto Hortênsio Hórtalo, tinha recusado. Metelo capturou várias cidades e fez grandes progressos antes da ilha apelar a Pompeu, o que aconteceu em 67 a.C., quando Pompeu obteve o mandato para eliminar a pirataria no Mediterrâneo, por conta da Lex Gabinia proposta pelo tribuno da plebe Aulo Gabínio. Os cretenses ofereceram-se para render-se a Pompeu, talvez acreditando que ele seria menos severo do que Metelo. Pompeu ignorou o comando de Metelo sobre a ilha, aceitou a rendição de Creta e ordenou a Metelo que abandonasse a ilha com as suas tropas, ordem que foi ignorada por Metelo. Quinto Metelo acabaria por derrotar os cretenses e tornar a ilha uma província romana.
Devido à recusa em abandonar Creta, desobedecendo a Pompeu, este e os seus aliados impediram o seu triunfo pela vitória até 62 a.C.. Depois de celebrar o seu triunfo, Metelo recebeu o cognome de "Crético" (em latim: Creticus; lit. "cretense"). Em represália pela oposição ao seu triunfo, Metelo usou a sua influência para impedir a ratificação no Senado da proposta de Pompeu para reorganizar os territórios romanos no oriente, que só avançou em 60 a.C.. Metelo continuou um membro destacado da oposição a Pompeu até à sua morte em meados da década de 50 a.C..

### Gália

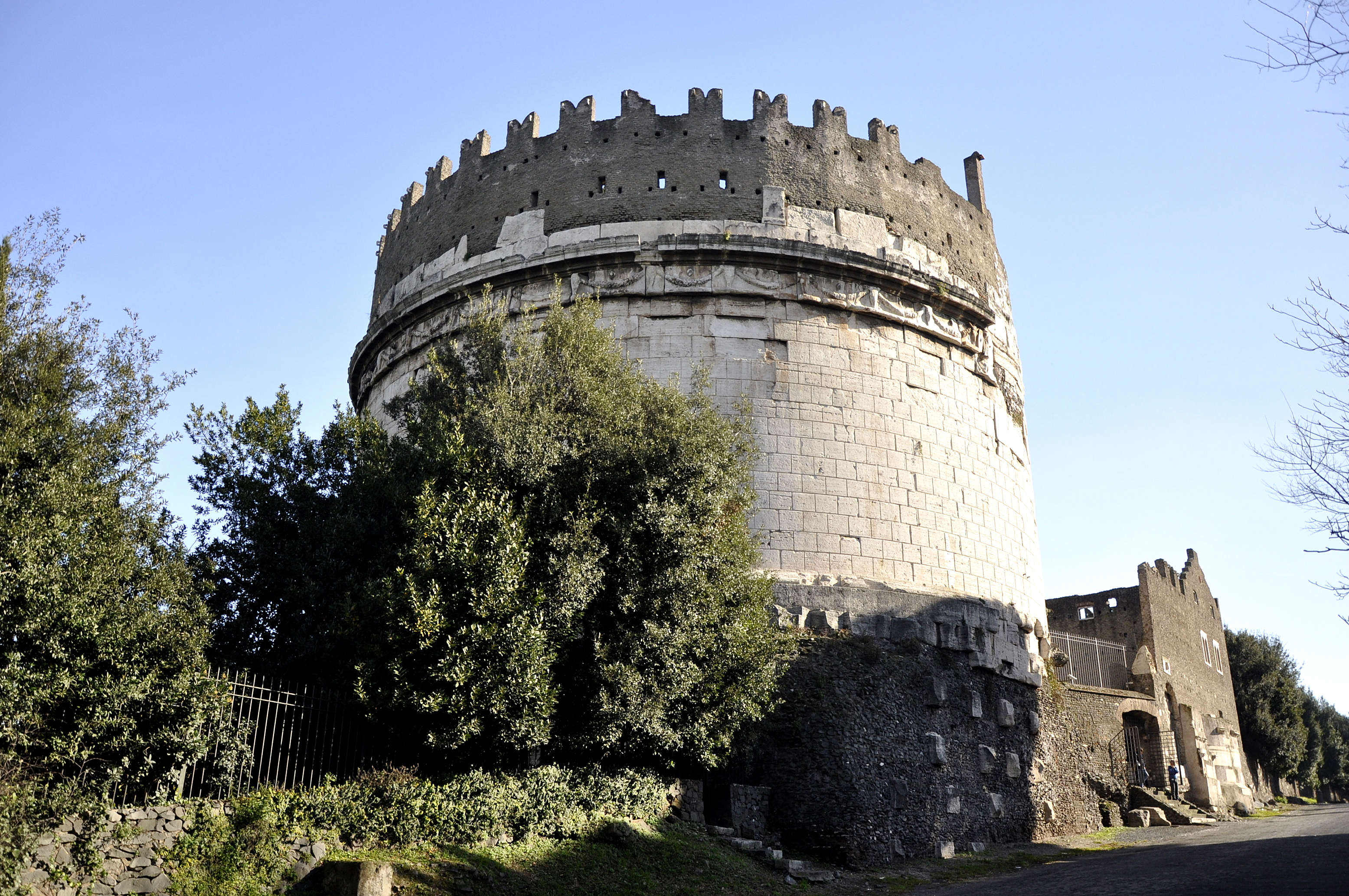
Mausoléu de Cecília Metela, na Via Ápia, o túmulo de Cecília Metela Crética, filha de Metelo Crético e esposa de Marco Licínio Crasso, filho do triúnviro Crasso.

Segundo a correspondência de Cícero para Ático, Crético foi enviado para a Gália como embaixador, com o objetivo de impedir que os estados gauleses se juntassem aos Éduos em 60 a.C. Foi acompanhado nessa missão por Lúcio Flaco e Lêntulo.

## Papel no julgamento de Verres
No discurso de Cícero contra Caio Verres, proferido no final de 70 a.C., Cícero, o advogado de acusação em nome da província da Sicília, denunciou o acusado no tribunal de extorsão. Verres foi governador da Sicília entre 73 e 71 a.C. e os sicilianos acusaram-no de ser moralmente corrupto, de ter recebido subornos e de ter roubado 40 milhões de sestércios em dinheiro e bens da província. Acusaram-no também de ter matado cidadãos romanos sem julgamento, o que era proibido pela lei romana. Crético e Quinto Hortênsio Hórtalo, ambos eram amigos e aliados de Verres, seriam os cônsules no ano seguinte e Hórtalo foi o seu advogado de defesa. Marco Cecílio Metelo, um dos irmãos de Crético, seria presidente do tribunal de extorsão no ano seguinte, pelo que a defesa planeou adiar o julgamento até ao ano seguinte, quando Hórtalo e os dois irmãos Cecílio Metelo teriam capacidade para influenciar a decisão do tribunal.
Quinto Cecílio Metelo contactou os sicilianos e disse-lhes que Verres não iria causar quaisquer danos devido ao poder que ele, a sua família e outros aliados de Verres iriam deter no ano seguinte. Devido a isto, Cícero apelida Quinto Cecílio de corrupto ao ponto de "atirar aos ventos o dever e a dignidade". Cícero vai mais longe e sugere por duas vezes ele ganhou o seu posto político devido a subornos de Verres e não devido ao seu mérito e tenta virar Quinto Cecílio contra Verres, afirmando que Verres tinha proclamado isso mesmo.
Num discurso posterior — Post Reditum in Senatu ("nos senado depois do seu regresso") — Cícero, depois de ter estado exilado devido a ter executado cidadãos romanos sem julgamento durante a conjuração de Catilina, tinha regressado a Roma com a ajuda do cônsul Quinto Cecílio Metelo Céler, um parente de Crético. Nesse discurso Cícero elogia Céler pela sua nobreza e excelente disposição, e, embora diga que são seus inimigos, elogia igualmente os Metelo no seu conjunto por serem cidadãos exemplares.

## Outras menções literárias
Na sua oitava sátira, Juvenal fala acerca da virtude por si só tornar uma pessoa realmente nobre, e não um nome de família herdado. O autor us a alguns nomes para ilustrar essa perspetiva, incluindo o de Quinto Cecílio Metelo.